# 上 (静岡市)
上（かみ）は、静岡市清水区の地名。現行行政地名として上一丁目と上二丁目から成る。住居表示は実施済み。

## 地理
北で千歳町、東で万世町と富士見町、南で本町と梅田町、西で岡町と上清水町に隣接する。
町内は住宅街で、静岡県道197号入江富士見線より北側が一丁目、南側が二丁目となる。

## 歴史

### 沿革
1924年2月11日市制時、上清水は安倍郡入江町、清水は安倍郡清水町、下清水は安倍郡不二見村に属していた。	
- 1924年（大正13年）2月11日 - 清水町、入江町、不二見村、三保村が合併して清水市が発足。
- 1968年（昭和43年）8月1日 - 清水（一部）・下清水（一部）より上二丁目が新設され、住居表示化。
- 1969年（昭和44年）7月1日 - 上清水（一部）・清水（一部）より上一丁目が新設され、住居表示化。
- 2003年（平成15年）4月1日 - 清水市が静岡市と合併し、改めて静岡市が発足。上は「清水上」に改称。
- 2005年（平成17年）4月1日 - 静岡市が政令指定都市に移行し、旧町域は清水区となる。清水上は「上」に改称。

## 世帯数と人口
2021年（令和3年）9月30日現在の世帯数と人口は以下の通りである。
| 大字     | 世帯数  | 人口  |
| -------- | ------- | ----- |
| 上一丁目 | 229世帯 | 456人 |
| 上二丁目 | 168世帯 | 345人 |
| 合計     | 397世帯 | 801人 |

## 小・中学校の学区
市立小・中学校に通う場合、学区は以下の通りとなる。
| 番・番地等 | 小学校                 | 中学校                 |
| ---------- | ---------------------- | ---------------------- |
| 上一丁目   | 静岡市立清水浜田小学校 | 静岡市立清水第二中学校 |
| 上二丁目   | 静岡市立清水岡小学校   | 静岡市立清水第二中学校 |

## 交通

### 鉄道
- 町内に鉄道はない。

### バス
- 町内にバス停はない。

### 道路
- 静岡県道197号入江富士見線
- 静岡県道75号清水富士宮線
- 柳宮通り

## 施設
- フードマーケットマム 清水上店
- 清水聖書教会
- 上２丁目公園
- 八雲神社
- 専念寺